# DMM-Komponente
Die DMM-Komponente bzw. DM-Komponente ist eine abgereicherte Magmenkomponente in Erdmantelreservoiren, die bei der Entstehung von ozeanischen Krustengesteinen maßgeblich beteiligt ist.

## Bezeichnung
Das Akronym DMM oder auch nur DM leitet sich ab vom Englischen Depleted MORB Mantle bzw. Depleted Mantle mit der Bedeutung Abgereicherter MORB-Mantel oder nur Abgereicherter Mantel. MORB ist das Akronym für Mid Ocean Ridge Basalt, dem Basalttyp der Mittelozeanischen Rücken. Die Bezeichnung wurde zum ersten Mal von Zindler und Hart im Jahr 1986 eingeführt.

## Mantelkomponenten

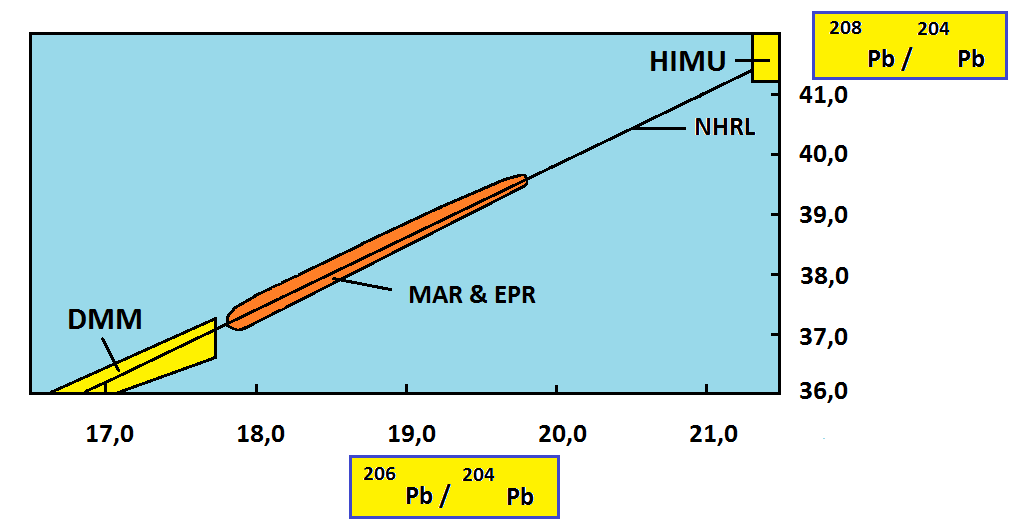
Die DMM-Komponente im Blei-Isotopendiagramm

Geochemische Untersuchungen ozeanischer Basaltgesteine haben gezeigt, dass ihre im oberen Erdmantel gebildeten Ausgangsmagmen mehrere unterschiedliche Endkomponenten enthalten. Folgende Komponenten konnten bisher identifiziert werden:
- abgereicherte DMM-Komponente
- angereicherte EM-Komponente, die sich in eine EM I-Komponente und eine EM II-Komponente aufspalten lässt
- HIMU-Komponente
- FOZO-Komponente

MORB-Basalte lassen sich meist mit einem binären Mischvorgang zwischen der DMM- und der HIMU-Komponente erklären, bei ozeanischen Inselbasalten (OIB) werden jedoch bereits drei und mehr Komponenten benötigt.

### Charakterisierung der DMM-Komponente
Die abgereicherte MORB-Mantelkomponente lässt sich geochemisch wie folgt charakterisieren:
- hohes ε Nd bzw. 143Nd/144Nd-Isotopenverhältnis: ≥ 0,51326
- niedriges Δ Sr bzw. 87Sr/86Sr-Isotopenverhältnis: ≤ 0,70219
- niedrige Blei-Isotopenverhältnisse:
  - 208Pb/204Pb: ≤ 37,280
  - 207Pb/204Pb: ≤ 15,404
  - 206Pb/204Pb: ≤ 17,573
  - 208Pb/206Pb: ≤ 2,121 (sehr niedrig)
- niedrige Elementarverhältnisse an Ba/Nb, Th/Nb und K/Nb:
  - Ba/Nb: ≤ 2,627
  - Th/Nb: ≤ 0,046

## Entstehung
Die Abreicherung des silikathaltigen Erdmantels reicht sehr weit in die Erdgeschichte zurück. Sie dürfte unmittelbar nach erfolgter Akkretion der Protoerde aus dem chondritischen Sonnennebel und anschließender (im Hadaikum) Abspaltung des Eisenkerns eingesetzt haben. Der ursprüngliche, primitive Mantel (PRIMA) unterlag in der Folgezeit partiellem Aufschmelzen mit gleichzeitiger Verarmung an inkompatiblen Elementen wie beispielsweise Uran, Thorium und Kalium. Dies ist korrelierbar mit der parallel einhergehenden Bildung der Erdkruste ab dem Archaikum. Die Korrelation ist beispielsweise sehr gut an dem LREE-Gehalt von Gesteinen zu erkennen – kontinentale Krustengesteine sind sehr stark an LREE angereichert, wohingegen MORB-Basalte sich komplementär entgegengesetzt verhalten. Die Krustenbildung ging folglich auf Kosten des Erdmantels, der mehr und mehr an inkompatiblen Elementen verarmte (abreicherte) – zumindest in seinem oberen Bereich, dem Bereich der DMM-Komponente. Wieweit die DMM-Komponente im Erdmantel herabreicht bleibt weiterhin spekulativ, sicher ist nur, dass sie die ozeanische Kruste im Bereich der Mittelozeanischen Rücken unterlagert. Die meisten Mantelmodelle gehen jedenfalls davon aus, dass sie den oberen Bereich des Erdmantels weitgehend ausfüllt. Berechnungen anhand von radiogenem Argon ergeben, dass der Erdmantel mittlerweile zu 50 % abgereichert ist. Da der Obere Mantel nur rund 30 % der Gesamtmasse des Mantels ausmacht, muss auch der Untere Mantel von Abreicherungen betroffen worden sein, zumindest in seinem oberen Abschnitt. Dieses Ergebnis spricht gegen eine Gesamtmantelkonvektion.

## Modellrechnung
Eine 2004 von Workman und Hart vorgenommene Modellrechnung zur Bestimmung der durchschnittlichen chemischen Zusammensetzung der DMM-Komponente beruht auf ihrem partiellen Aufschmelzen unter Erzeugung von MORB-Magmen und als Restit zurückbleibenden, abyssalen Peridotit. Da Chemismus und Isotopenverhältnisse der beiden letzten Gesteinsgruppen bekannt sind, kann somit indirekt auf die DMM-Komponente zurückgeschlossen werden.
Gemäß den Autoren beginnt der Schmelzvorgang des DMM-Mantels im Grenzbereich der oberen Granat-Mantelfazies/Spinell-Mantelfazies ab 80 Kilometer Tiefe wirksam zu werden. Die hierbei erfolgte Abreicherung der MORB-Magmen an inkompatiblen Elementen verweist auf eine partielle Schmelzbildung von 6 %. Zum gleichen Ergebnis kommen auch Asimov u. a. (2004), die ein Aufschmelzen unter Wasserbeteiligung annehmen.
Die Modellrechnung zeigt ferner, dass zur Ausbalancierung der kontinentalen Kruste 33 % an DMM-Komponente benötigt werden. Dieser Anteil wächst sogar auf 43 %, wenn die ozeanische Kruste mit berücksichtigt wird (siehe auch die weiter oben bereits angeführten Argon-Ergebnisse mit vergleichbarem Resultat).